# 韓振
韓振（2006年1月5日—），藝名HANJIN（： Han Jin），在韓國發展的中國歌手。 為HYBE旗下公司PLEDIS娛樂推出的男子音樂團體TWS成員，亦為年紀排行第四的成員，在團內擔任門面、副唱。2024年1月22日，透過迷你專輯《Sparkling Blue》在韓國出道。

## 生涯

### 出道前
2006年1月5日出生於中國河南省新鄉縣，家庭成員有父母、大五歲的姐姐、兩個小五歲及十歲的弟弟。畢業於河南師範大學附屬中學國際部小語種（日韓）項目。
韓振小時候的夢想是成為主持人，所以參加過演講比賽，高中的時候曾加入廣播部，也在小學和高中都當過班長。他因為看韓劇的時候認識到了車銀優，後來發現車銀優以K-pop團體ASTRO的身份活動，因此也對K-pop產生了興趣，而且韓振找了許多SEVENTEEN的影片來看，在過程中產生了自己也要打造帥氣舞台的念頭，SEVENTEEN的歌韓振都很喜歡，其中最喜歡〈_WORLD〉的歌詞，加上看到同樣來自中國的徐明浩和文俊輝，學習到了很多，從那時他就開始想從事K-pop這個職業。
韓振在中國時，平常看抖音聽到好聽的歌，經常就會請朋友幫他拍影片。2022年，他將一部用溫和的慢動作風格，穿著校服在學校拍攝，帶有點少年感的抖音短片傳給PLEDIS娛樂在中國的試鏡後，就簽進該公司，是第五個進入公司的TWS成員，但在團體中是最晚成為練習生的一名，因此在出道前僅練習一年多的時間。

### 2024年至今：TWS時期
2024年1月2日，發行出道單曲《Oh Mymy : 7s》。後於1月3日，發布個人影片公布及介紹成員，韓振是團體中第六位公開的成員。
2024年1月22日，透過發行首張迷你專輯《Sparkling Blue》於韓國正式出道。。
2024年6月24日，透過發行第二張迷你專輯《SUMMER BEAT!》進行出道後首次回歸。
2024年11月25日，透過發行第一張單曲專輯《Last Bell》進行出道後第二次回歸。

## 音樂作品
— 所屬團體之作品請參閱 TWS (團體)#音樂作品。

## 媒體作品
— 所屬團體之作品請參閱 TWS (團體)#媒體作品。

## 獎項與榮譽
— 所屬團體之獎項請參閱 TWS (團體)#獎項與榮譽。

## 外部連結
- 官方网站